# ماركيز كريس
ماركيز كريس (بالإنجليزية: Marquese Chriss)‏ مواليد 2 يوليو 1997 في ساكرامنتو، هو لاعب كرة سلة أمريكي. بدأ مسيرته الاحترافية في سنة 2016. تم اختياره من قبل فريق سكرامنتو كينغز خلال الدرافت. يلعب مع فينيكس صنز في الرابطة الوطنية لكرة السلة. يحمل الرقم 0. يبلغ طوله 6 قدم 10 بوصة (2.1 م).

## إحصائيات المسيرة

### الموسم الاعتيادي
| السنة   | الفريق     | لعب | بدأ | دقيقة | ميداني% | ثلاثية | حرة  | ارتداد | صنع | استلاب | تصدي | نقطة |
| ------- | ---------- | --- | --- | ----- | ------- | ------ | ---- | ------ | --- | ------ | ---- | ---- |
| 2016–17 | فينيكس صنز | 82  | 75  | 21.3  | .449    | .321   | .624 | 4.2    | .7  | .8     | .9   | 9.2  |
| المسيرة | المسيرة    | 82  | 75  | 21.3  | .449    | .321   | .624 | 4.2    | .7  | .8     | .9   | 9.2  |

## روابط خارجية
- ماركيز كريس على موقع إن بي أي (الإنجليزية)
- ماركيز كريس على موقع سبورتس رفرنس (الإنجليزية)
- ماركيز كريس على موقع كرة السلة الأوروبية.كوم (الإنجليزية)
- ماركيز كريس على موقع DraftExpress.com (الإنجليزية)
- ماركيز كريس على موقع إي إس بي إن.كوم (الإنجليزية)
- ماركيز كريس على موقع كلية كرة السلة في سبورتس رفرنس.كوم (الإنجليزية)
- ماركيز كريس على موقع ريلجم (الإنجليزية)
- ماركيز كريس على موقع بروبوليرز (الإنجليزية)
- ماركيز كريس على موقع سبورتس رفرنس (الإنجليزية)